# Seigy
Seigy ist eine französische Gemeinde mit 982 Einwohnern (Stand: 1. Januar 2022) im Département Loir-et-Cher in der Region Centre-Val de Loire. Sie gehört zum Arrondissement Romorantin-Lanthenay und zum Kanton Saint-Aignan. 

## Geographie
Seigy liegt etwa 36 Kilometer südsüdöstlich von Blois am Fluss Cher, der die Gemeinde im Norden und Nordosten begrenzt. Umgeben wird Seigy von den Nachbargemeinden Noyers-sur-Cher im Norden, Couffy im Osten, Châteauvieux im Süden sowie Saint-Aignan im Westen.

## Bevölkerungsentwicklung
| Jahr                       | 1962 | 1968 | 1975 | 1982 | 1990 | 1999 | 2006 | 2018 |
| Einwohner                  | 733  | 755  | 929  | 1055 | 1036 | 1090 | 1105 | 1026 |
| Quellen: Cassini und INSEE |      |      |      |      |      |      |      |      |

## Sehenswürdigkeiten
- Kirche Saint-Martin aus dem 13. Jahrhundert, Monument historique seit 1971

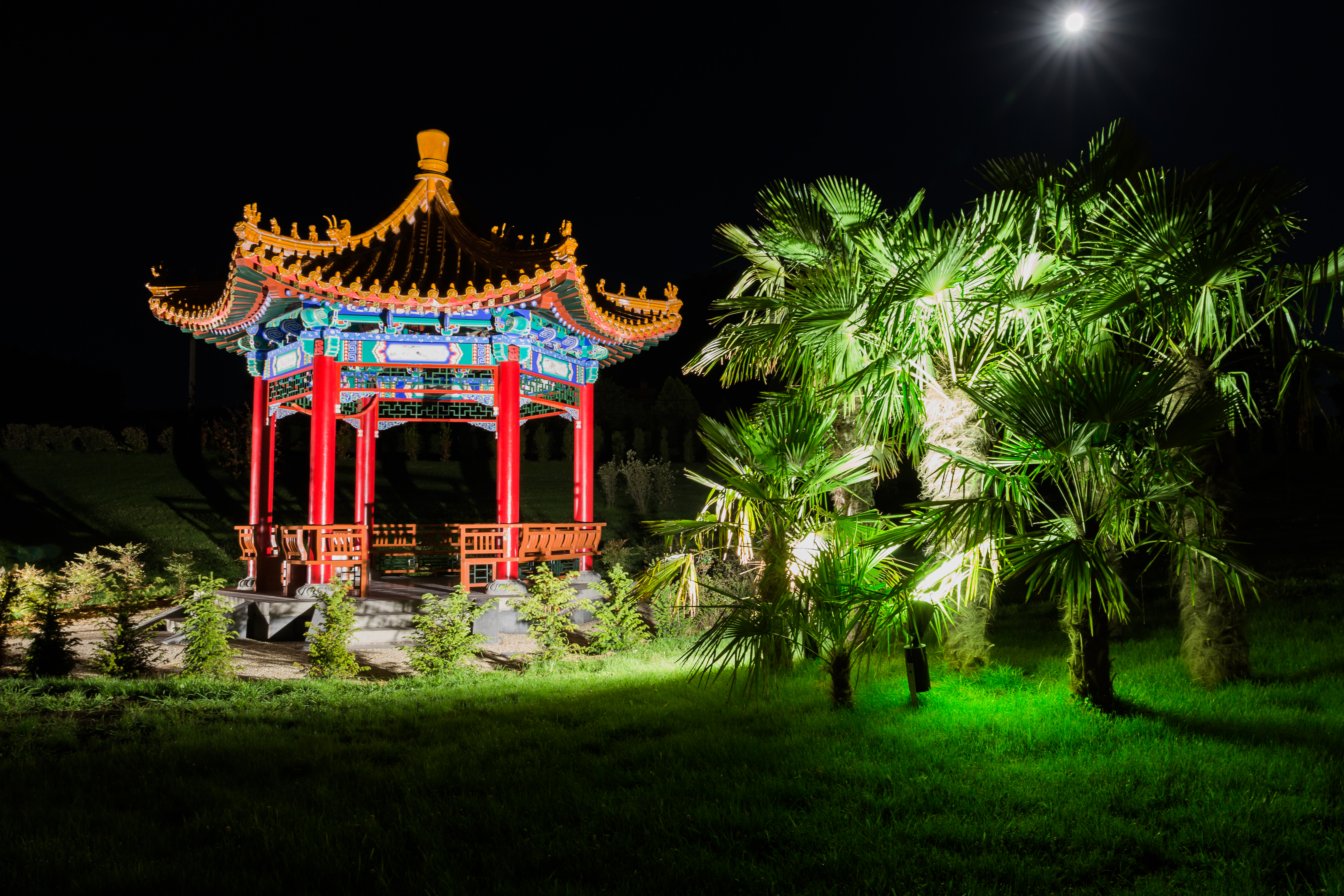
Pagode in einem Hotelgarten in Seigy